# Lukáš Rosol
Lukáš Rosol (Brno, 1985. július 24. –) cseh hivatásos  teniszező. 2004-ben kezdett el profiként játszani. Eddigi egyetlen ATP-tornagyőzelmét párosban aratta, 2012-ben Dohában, oldalán a szlovák Filip Polášekkel. Karrierje eddigi legjobb Grand Slam-eredményét a 2011-es Roland Garroson, illetve a 2012-es wimbledoni tornán  nyújtotta, ahol egyaránt a harmadik körig jutott. Az utóbbi verseny második körében nagy meglepetésre legyőzte a világranglista második helyén álló Rafael Nadalt is. Az egyéni világranglistán a legjobb helyezése a 26. volt, amelyet 2014. szeptemberében ért el.

## ATP-döntői

### Páros

#### Győzelmei (1)
| Összesítés                                            | Összesítés |
| ----------------------------------------------------- | ---------- |
| Grand Slam-torna                                      | (0)        |
| ATP World Tour Masters 1000 / ATP Masters Series      | (0)        |
| ATP World Tour 500 Series / International Series Gold | (0)        |
| ATP World Tour 250 Series / International Series      | (1)        |
| ATP World Tour Finals / Tennis Masters Cup            | (0)        |

|    | Dátum           | Torna                       | Borítás | Partner       | Ellenfél a döntőben                   | Eredmény a döntőben |
| 1. | 2012. január 7. | Qatar ExxonMobil Open, Doha | Kemény  | Filip Polášek | Christopher Kas Philipp Kohlschreiber | 6–3, 6–4            |

## Eredményei Grand Slam-tornákon

### Egyéni
| Grand Slam | Australian Open | Australian Open | Roland Garros | Roland Garros   | Wimbledon     | Wimbledon        | US Open       | US Open         |
| Év         | Eredmény        | Utolsó ellenfél | Eredmény      | Utolsó ellenfél | Eredmény      | Utolsó ellenfél  | Eredmény      | Utolsó ellenfél |
| 2007       | Selejtező (1)   | Selejtező (1)   | –             | –               | Selejtező (1) | Selejtező (1)    | Selejtező (2) | Selejtező (2)   |
| 2008       | Selejtező (2)   | Selejtező (2)   | Selejtező (2) | Selejtező (2)   | Selejtező (1) | Selejtező (1)    | Selejtező (2) | Selejtező (2)   |
| 2009       | –               | –               | Selejtező (3) | Selejtező (3)   | Selejtező (1) | Selejtező (1)    | Selejtező (3) | Selejtező (3)   |
| 2010       | –               | –               | Selejtező (2) | Selejtező (2)   | Selejtező (1) | Selejtező (1)    | 1. kör        | Tommy Robredo   |
| 2011       | Selejtező (1)   | Selejtező (1)   | 3. kör        | J. I. Chela     | Selejtező (1) | Selejtező (1)    | 1. kör        | Vasek Pospisil  |
| 2012       | 1. kör          | P. Petzschner   | 2. kör        | Juan Mónaco     | 3. kör        | P. Kohlschreiber | Selejtező (3) | Selejtező (3)   |

## Év végi világranglista-helyezései
| Év       | 2007 | 2008 | 2009 | 2010 | 2011 |
| Helyezés | 261. | 178. | 148. | 164. | 70.  |